# Ruróni Kenšin
Ruróni Kenšin: Meidži kenkaku romantan (japonsky るろうに剣心 -明治剣客浪漫譚-, v překladu Potulný samuraj Kenšin aneb milostná šermířská rozprávka z období Meidži) je japonská manga, kterou vytvořil Nobuhiro Wacuki. Její příběh se odehrává v Japonsku na počátku období Meidži a sleduje osud šermíře Kenšina, neblaze proslulého zabijáka z období Bakumacu, jenž se rozhodl po úspěšném převratu ochraňovat lidi a již nikoho nezabíjet. Manga původně vycházela v časopise Šúkan šónen Jump nakladatelství Šúeiša v letech 1994 až 1999 a postupně byla vydána v celkem dvaceti osmi souborných svazcích. Později byla adaptována do podoby kresleného seriálu, několika OVA, light novel a série hraných filmů.